# Beatie Deutsch
Bracha “Beatie” Deutsch (ברכה דויטש; nacida el 29 de agosto de 1989) es una maratonista ultrarreligiosa israelí-americana. Ha ganado el Maratón de Tiberias y el Maratón de Jerusalén, así como los campeonatos nacionales israelíes de medio-maratón y maratón.

## Biografía
Deutsch nació como Beatrice Rabin en los Estados Unidos, la mayor de cinco hermanos; Bracha (ברכה, "bendición") es su nombre hebreo; creció en Passaic, Nueva Jersey, y emigró a Israel en 2008. Su padre es médico. Tiene una maestría en consejería escolar de la Universidad del Nordeste (obtenido en 2012), así como un cinturón negro en taekwondo.
Deutsch vive en el barrio ultraortodoxo de Har Nof, en Jerusalén, con su marido Michael, un profesor de yeshivá y estudiante de informática con el que se casó en 2009, y sus cinco niños. Antes de iniciar su carrera como maratonista, Deutsch trabajaba a jornada  completa como oficial de comunicación para la organización judía internacional Olami, que se encarga de hacer kiruv, un proceso en el judaísmo que consiste en atraer a las personas no observantes a los preceptos de la religión, con estudiantes universitarios y jóvenes profesionales mediante viajes a Israel para conectarles con sus raíces.

## Carrera deportiva

### 2016-17
Deutsch comenzó a correr en el año 2016, a la edad de 25. Llamaba la atención al correr con una camiseta de mangas largas, falda por debajo de la rodilla y una pañoleta cubriéndole la cabeza. Dedicaba sus carreras a causas benéficas.
Corrió su primera maratón en el Maratón de Tel Aviv en 2016, cuatro meses de haber iniciado su carrera como maratonista. Acabó en el sexto lugar, con un tiempo de 3:27:26.
En el Maratón de Tel Aviv de 2017, con siete meses de embarazo, Deutsch acabó con un tiempo de 4:08:16.

### 2018
En marzo de 2018, fue la atleta israelí con el mejor registro en el Maratón de Jerusalén, y obtuvo el sexto lugar en la clasificación general, con un tiempo de 3:09:50, imponiendo un nuevo registro para las corredoras israelíes de maratón. Más tarde ese mismo año, ganó el campeonato israelí de media maratón en Beit She'an, con un crono de 1:19:53 horas.

### 2019
En el Campeonato Nacional Israelí de Maratón en Tiberias, Deutsch finalizó en primer lugar con un tiempo de 2:42:18, que era el quinto mejor resultado de todos los tiempos para corredoras israelíes.
En mayo, Deutsch corrió su primera carrera internacional, ganando el Medio Maratón de Riga en 1 hora, 17 minutos y 34 segundos. En septiembre de este mismo año, Deutsch corrió en el Maratón de la Ciudad del Cabo y acabó la carrera en el 8.º lugar.
Deutsch se preparó para clasificar a los Juegos Olímpicos de Verano de Tokio 2020. La carrera de maratón, a la que planeaba clasificar, había sido planificada para un sábado (shabbat) y debido a su observancia religiosa, no puede correr en shabbat, por lo que corría el riesgo de tener que rechazar la invitación a los Juegos Olímpicos si la situación no cambiaba. Intentó apelar la decisión que movió la carrera a Shabbat para poder competir sin transgredir sus creencias religiosas. Sin embargo, el COI declinó su petición.

### 2020
En el Maratón de Tiberias efectuado en enero de 2020, Deutsch ganó una medalla de oro y acabó en cuarto lugar en la clasificación general y en el primer lugar para mujeres con unj nuevo registro personal de 2:32:25. En la Media Maratón de Miami, ganó una medalla de oro con un crono de 1:16:49.

### 2021
En el Maratón de Cheshire el Reino Unido, Deutsch bajó su registro personal de maratón a 2:31:39 y llegando en el 5.º lugar. Más tarde este año, en los Campeonatos Nacionales de Atletismo de Israel, Deutsch participó en la 800 carrera de metros y llegó en tercer lugar, consiguiendo un registro personal de 02:10.80.

## Imagen
En junio de 2021, Deutsch fue incluida por el fabricante de ropa deportiva Adidas junto con la patinadora artística rusa Alexandra Trusova, la velocista india Hima Das, el jugador de rugbi sudafricano Siya Kolisi y la estrella de NBA Damian Lillard, en una campaña titulada "Impossible is Nothing" (Nada es Imposible).